# Lijst van burgemeesters van Linden (Nederland)
Dit is een lijst van burgemeesters van de voormalige Nederlandse gemeente Linden in de provincie Noord-Brabant. In 1942 werd de gemeente opgedeeld tussen Cuijk en Sint Agatha en Beers.
| Ambtsperiode | Naam burgemeester           | Partij of stroming | Bijzonderheden                                                                                  |
| ------------ | --------------------------- | ------------------ | ----------------------------------------------------------------------------------------------- |
| 1811 - 1815  | Laurens Göckelen            |                    |                                                                                                 |
| 1815 - 1821  | R. Cuijpers                 |                    |                                                                                                 |
| 1821 - 1832  | R. Cruijsen                 |                    |                                                                                                 |
| 1832 - 1852  | Theodorus van Hout          |                    |                                                                                                 |
| 1852 - 1883  | Gerardus van den Bosch      |                    | tevens burgemeester van Cuijk en Sint Agatha                                                    |
| 1883 - 1906  | Gerardus Vos                |                    |                                                                                                 |
| 1907 - 1912  | Albertus Hendrikus de Wildt |                    |                                                                                                 |
| 1912 - 1941  | J.A.M. van de Mortel        |                    | tevens burgemeester van Cuijk en Sint Agatha                                                    |
| 1941         | Cornelis (C.J.J.) Remmen    |                    | waarnemend, tevens burgemeester van Oeffelt en waarnemend burgemeester van Cuijk en Sint Agatha |
| 1941 - 1942  | Frans (F.H.M.) Schram       |                    | waarnemend                                                                                      |